# Tomi Happy
Dế mèn Tomi Happy là nhân vật tưởng tượng, được cho là "hậu duệ thuộc đời cháu thứ 18 của cụ dế mèn trong truyện Dế mèn phiêu lưu ký của nhà văn Tô Hoài".
Từ một hình tượng là hình ảnh đại diện cho sản phẩm cặp sách của Công ty Trách nhiệm hữu hạn Thế giới Túi xách, công ty Thế giới Túi xách đã kết hợp với báo Thiếu niên Tiền phong tổ chức những cuộc thi viết và vẽ về nhân vật Dế mèn Tomi Happy "Một con dế quảng giao, nghĩa hiệp, ưa phiêu lưu mạo hiểm, con dế của thời hội nhập" và thời kỹ thuật số. Nhà văn Tô Hoài cũng ủng hộ sáng kiến và cách xây dựng hình tượng dế mèn Tomi Happy hậu duệ" này.

## Nhân vật
Theo sự miêu tả của Ban tổ chức cuộc thi thì Tomi Happy là "Chú Dế mèn nhỏ. Là hậu duệ của Dế mèn phiêu lưu ký với dòng máu lai với họ tộc Rike của đất nước mặt trời mọc. Trong trận sóng thần khủng khiếp đã xóa sổ làng đảo Sugi xinh đẹp nơi Tomi tá túc và đẩy chú lên một chiếc tủ lạnh. Từ đây Tomi đã lênh đênh vạn dặm trên biển. Nhờ thức ăn có sẵn trong tủ đã giúp Tomi tồn tại, nhưng khiến cậu biến đổi dưới hình hài con người. Được thần mặt trời Tayo-shin giao sứ mệnh, Tomi cùng các bạn Lavar và Macat đã chiến thắng Chúa tể đại dương, rồi cập bến Rồng Tiên (VN)...".

## Những cuộc thi

### Thi viết về những cuộc phiêu lưu của Dế mèn Tomi Happy
Đã có những cuộc thi viết về hành trình phiêu lưu của Dế mèn Tomi Happy để kích thích trí tưởng tượng và khả năng viết văn của giới học sinh.
- 2010: Chủ đề "Tomi Happy khám phá thành phố sôi động"
- 2011: Chủ đề "Tomi Happy và hành trình vạn dặm trên biển"[4][5]
- 2012: Chủ đề "Hành trình truy tìm vật hộ mệnh"[3]

### Thi vẽ và truyện tranh Tomi Happy
Cũng có cuộc thi "Vẽ chân dung Dế mèn Tomi".

### Trò chơi
Ngoài ra, Dế mèn Tomi Happy còn liên kết với các khu vui chơi giải trí để tổ chức những trò chơi liên quan đến cặp xách, ba lô, trong những dịp hè. Như những trò chơi "Cuộc thi kéo cặp vượt chướng ngại vật, kéo balô siêu tốc, con quay siêu tốc, cuộc thi Cờ ca-rô..." tại Công viên Văn hóa Đầm Sen, từ tháng 5 đến tháng 8/2011, dành cho thiếu nhi từ 6 – 11 tuổi.